# Nicole Collie
Nicole Collie (* 13. Januar 1994) ist eine ehemalige australische Tennisspielerin.

## Karriere
Collie begann mit acht Jahren das Tennisspielen und bevorzugte Rasenplätze. Sie spielte vorrangig Turniere auf der ITF Women’s World Tennis Tour, wo sie drei Titel im Doppel gewinnen konnte.

## Turniersiege

### Doppel
| Nr. | Datum           | Turnier | Kategorie   | Belag     | Partnerin    | Finalgegnerinnen                       | Ergebnis |
| --- | --------------- | ------- | ----------- | --------- | ------------ | -------------------------------------- | -------- |
| 1.  | 17. August 2013 | Uşak    | ITF $10.000 | Hartplatz | Leah Daw     | Michaela Frlicka Stanislava Hrozenská  | 6:3, 6:4 |
| 2.  | 23. August 2014 | Antalya | ITF $10.000 | Hartplatz | Tina Tehrani | Deborah Cruciani Francesca Palmigiano  | 6:1, 6:4 |
| 3.  | 23. Mai 2015    | Bangkok | ITF $10.000 | Hartplatz | Deeon Mladin | Tamachan Momkoonthod Plobrung Plipuech | 6:4, 6:3 |